# いつか きっと
「いつか きっと」は、渡辺美里の楽曲で、1993年2月1日にEpic/Sony Records（現・エピックレコードジャパン）より発売された25枚目のシングル。

## 解説
表題曲「いつか きっと」は、1993年1月5日から3月23日まで放送されたTBS火曜9時枠の連続ドラマ『いつか好きだと言って』の主題歌として使用された。
カップリング曲「Winter Melody」は、今日に至るまでアルバム未収録となっている。

## 収録曲
1. いつか きっと
作詞：渡辺美里／作曲・編曲：石井恭史
2. Winter Melody
作詞：渡辺美里／作曲：伊秩弘将／編曲：奈良部匠平

## 収録アルバム
- 『BIG WAVE』(#7)
- 『She loves you』(#9)
- 『Sweet 15th Diamond』(Disc.2 #10)
- 『M・Renaissance〜エム・ルネサンス〜』(Disc.1 #9)
- 『25th Anniversary Misato Watanabe Complete Single Collection〜Song is Beautiful〜』 (Disc.2 #11)
- 『美里うたGolden BEST』(Disc.1 #2)
- 『harvest』(Disc.3 #13)